# محمد أحمد ولد محمد الأمين
محمد أحمد ولد محمد الأمين (مواليد 31 ديسمبر 1959) يُعرف في الأوساط المحلية باسم "ولد احويرثي"، سياسي وديبلوماسي ووزير موريتاني يشغل منصب وزير الداخلية منذ مارس 2022، وهي نفس الوزارة التي تولّاها بين عاميْ 2005 و2007 أثناء الفترة الانتقالية التي تلت الانقلاب على الرئيس الأسبق معاوية ولد الطايع، وقد عمل سفيرا للبلاد في كل من تركيا (2010–2018) ومالي (2018–2019)، كما أدار ديوان الرئيس محمد ولد الغزواني قرابة 3 سنوات منذ تولّي الرئيس الحكم أغسطس 2019، واستمر فيها حتى استلامه وزارة الداخلية التي ما زال يحتفظ بها إلى الآن.